# Ga Sài Gòn
Ga Sài Gòn (còn được biết đến với tên gọi cũ là Ga Hòa Hưng) là 1 nhà ga xe lửa lớn của Việt Nam tại phường Nhiêu Lộc, Thành phố Hồ Chí Minh, cách trung tâm thành phố khoảng 1 km. Ga Sài Gòn là nhà ga cuối cùng trên tuyến đường sắt Bắc - Nam, là điểm cuối của đường sắt Việt Nam. Đây là một trong những ga quan trọng nhất trên tuyến đường sắt Bắc - Nam do là ga đầu mối của khu vực Nam Bộ đi các tỉnh Trung Bộ và Bắc Bộ. Ga Sài Gòn ngày nay khác với ga Sài Gòn thời Pháp thuộc và Việt Nam Cộng hòa.
Hàng năm, vào trước dịp Tết Nguyên Đán, ga Sài Gòn vẫn là nơi mà hành khách thường mất nhiều thời gian xếp hàng mua vé. Từ đầu năm 2007, ga đã áp dụng hình thức bán vé qua mạng, đã giúp giảm bớt phiền hà cho hành khách.

## Lịch sử
Ga Sài Gòn gốc do Pháp xây dựng tại khu vực đường Hàm Nghi nay là Trạm trung chuyển Hàm Nghi gần chợ Bến Thành, được khánh thành năm 1885.  Từ đây tỏa đi các hướng có tuyến đường sắt Sài Gòn - Mỹ Tho, đường sắt Sài Gòn - Nha Trang. Năm 1911 thì người Pháp cho dời ga Sài Gòn ở vị trí ngày nay là công viên 23 tháng 9 và bến xe buýt Sài Gòn và hoàn thành vào tháng 9 năm 1915.  Năm 1978, thực hiện chủ trương chỉnh trang quy hoạch đô thị của Ủy ban nhân dân Thành phố Hồ Chí Minh, ga Sài Gòn dời về ga Bình Triệu, đồng thời nâng cấp, tu sửa ga hàng hóa Hòa Hưng cũ thành ga hành khách Sài Gòn ngày nay, chặn cụt ga Hòa Hưng và lấp đoạn đường sắt đi ga cũ thành đường Nguyễn Thượng Hiền ngày nay. Tháng 11-1983, ga Sài Gòn chính thức đi vào hoạt động, khai thác.

Ga Sài Gòn cũ đầu đường Hàm Nghi

| Ga Sài Gòn đầu tiên tại đầu đường Hàm Nghi ngày nay trên bản đồ năm 1898 | Ga Sài Gòn trên bản đồ năm 1920, tại vị trí công viên 23 tháng 9 ngày nay |

## Hình ảnh

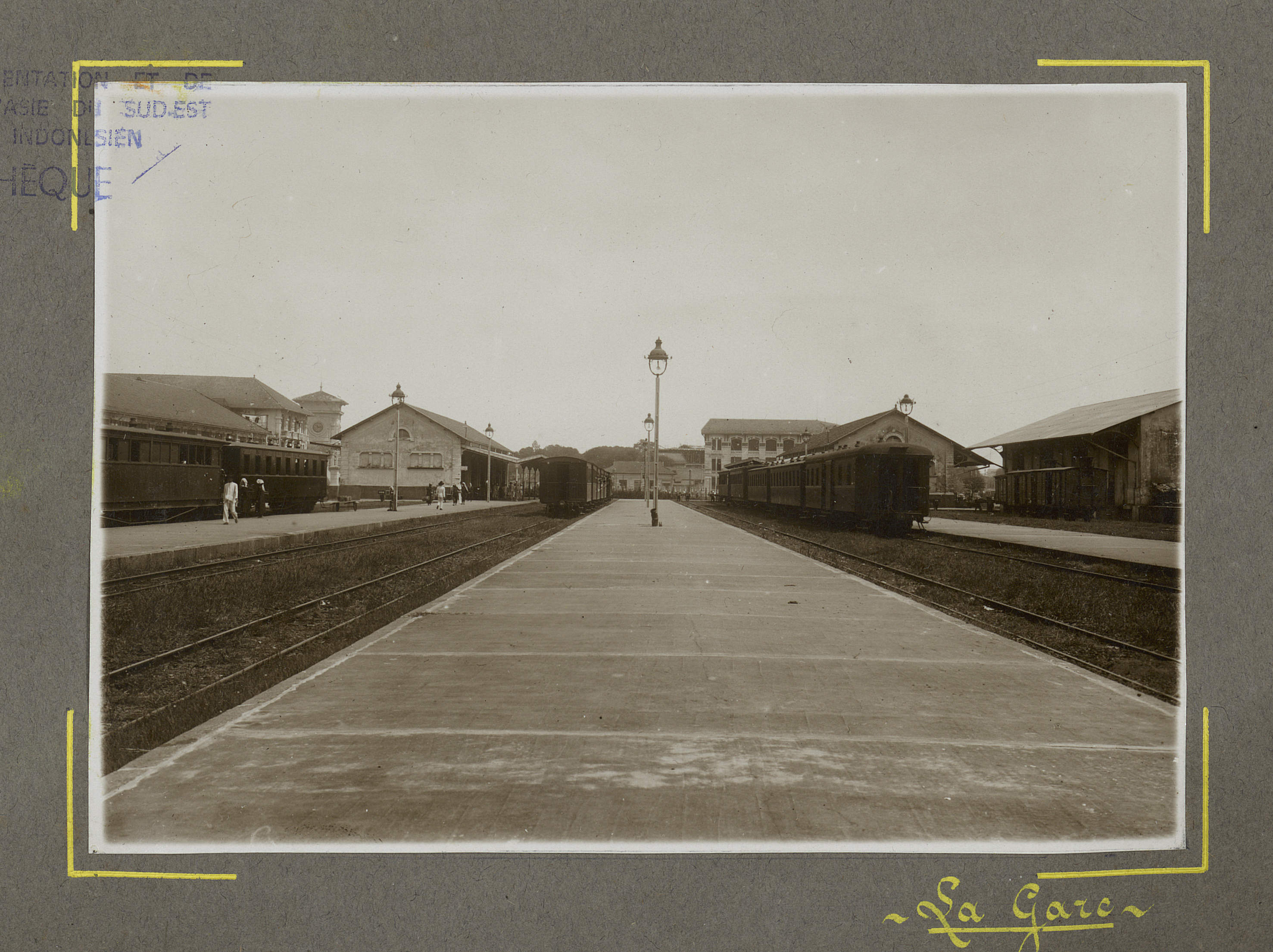
Ga Sài Gòn vào đầu thế kỷ 20, tại vị trí công viên 23 tháng 9 ngày nay
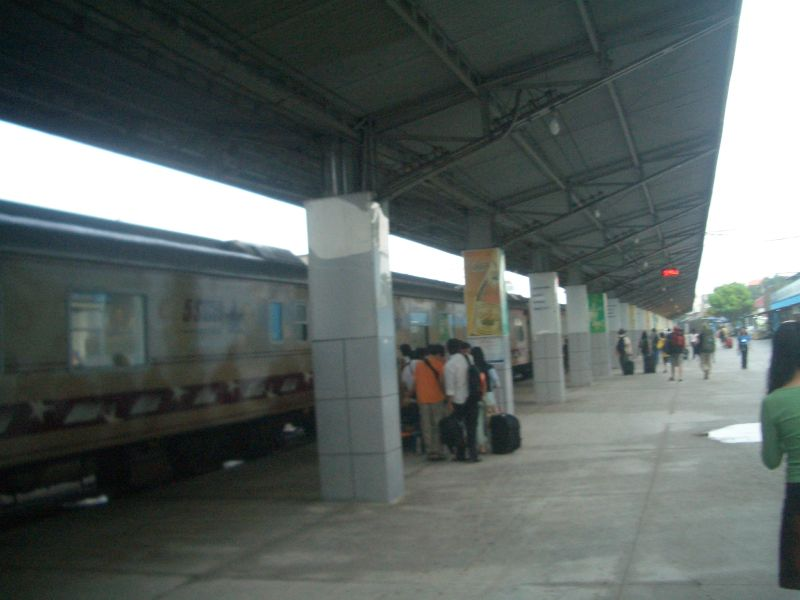
Hành khách lên tàu hỏa
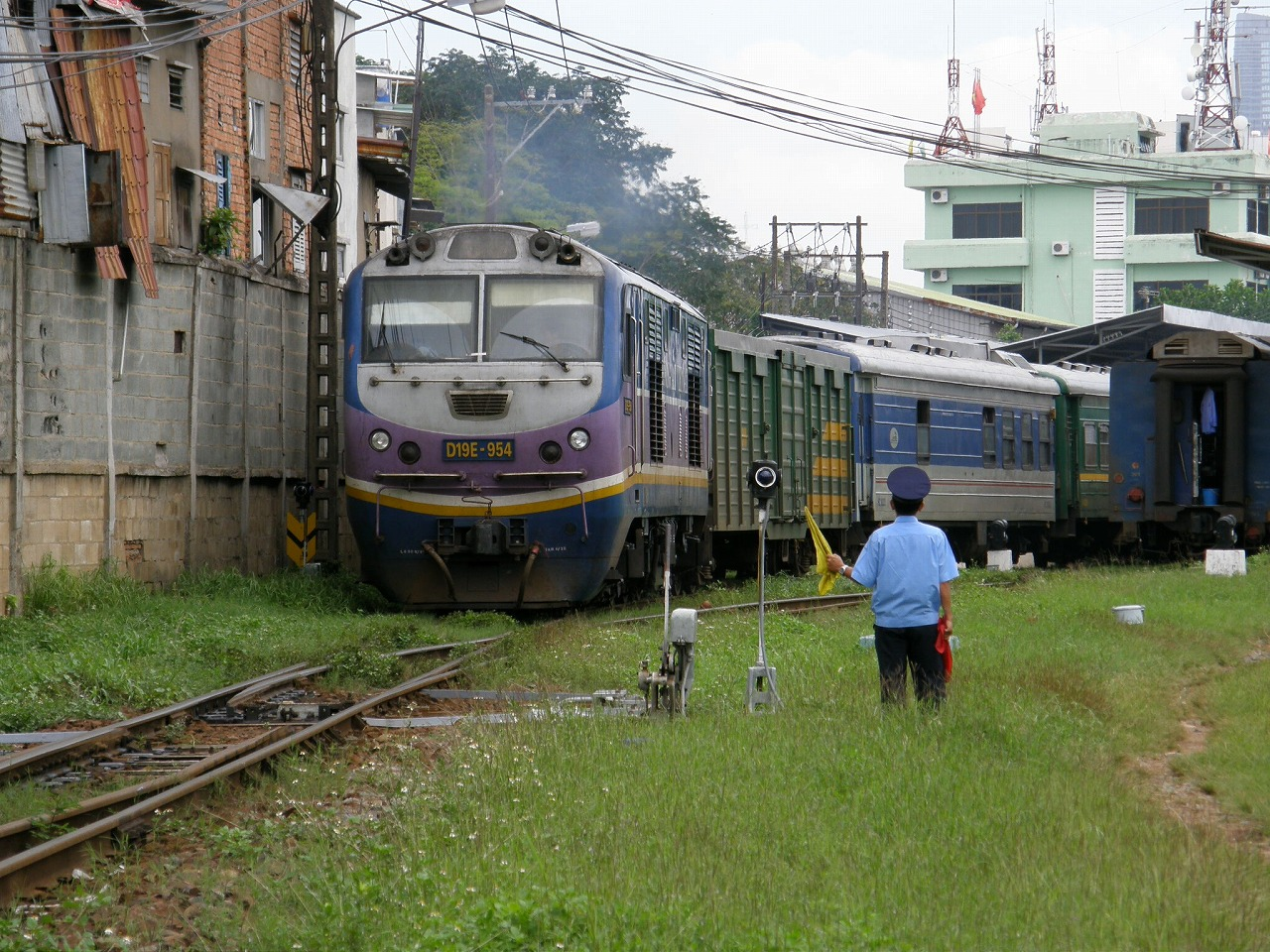
Tàu hỏa vào ga
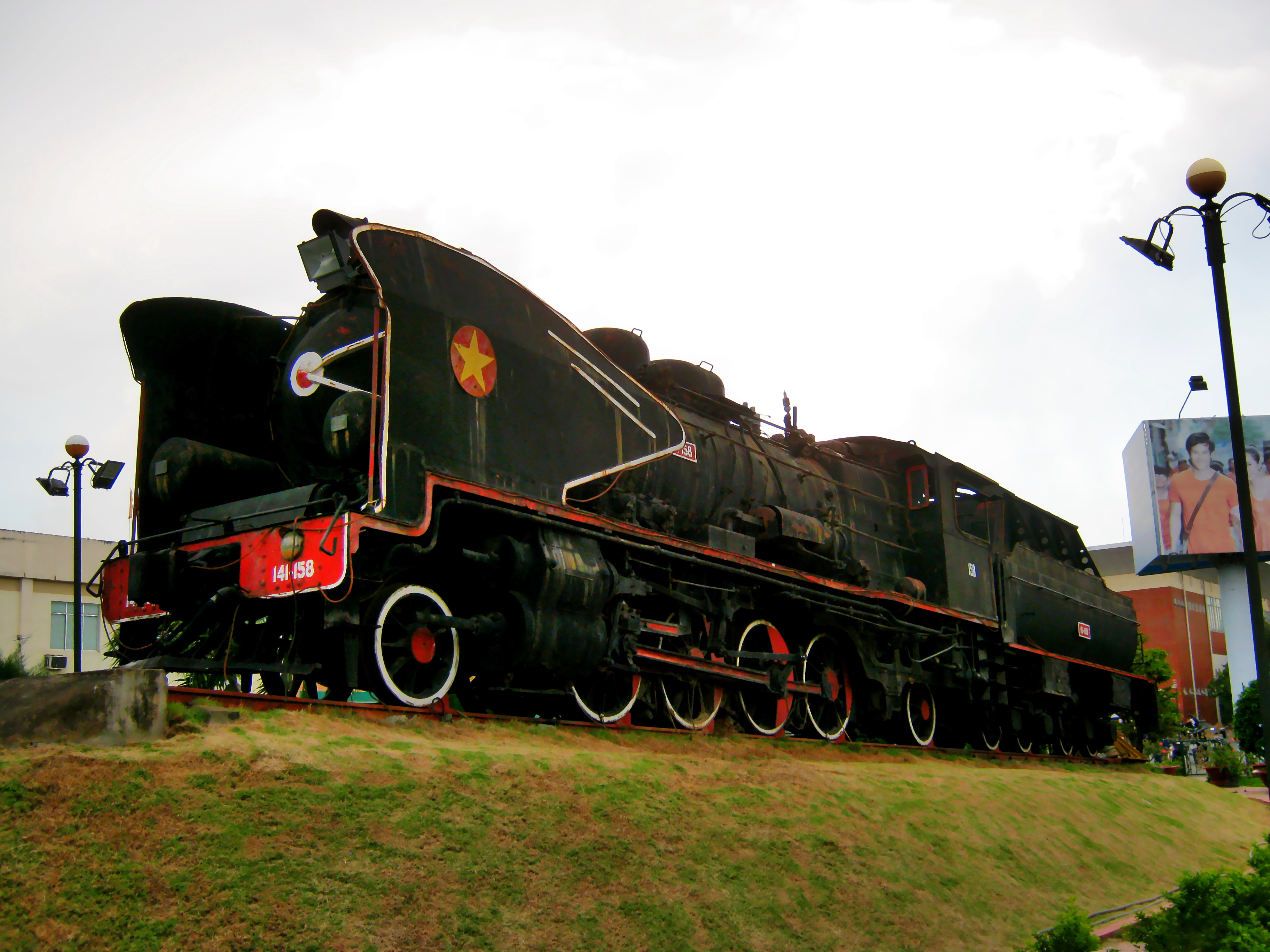
Đầu máy xe lửa tại cổng ga
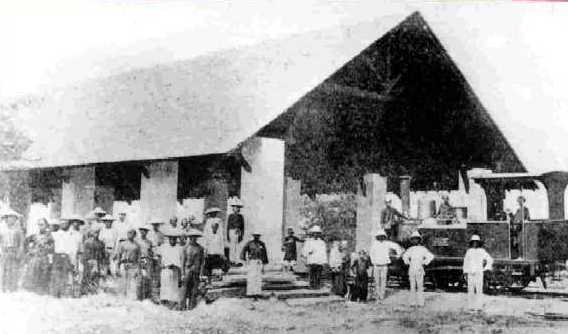
Ga Sài Gòn 1881
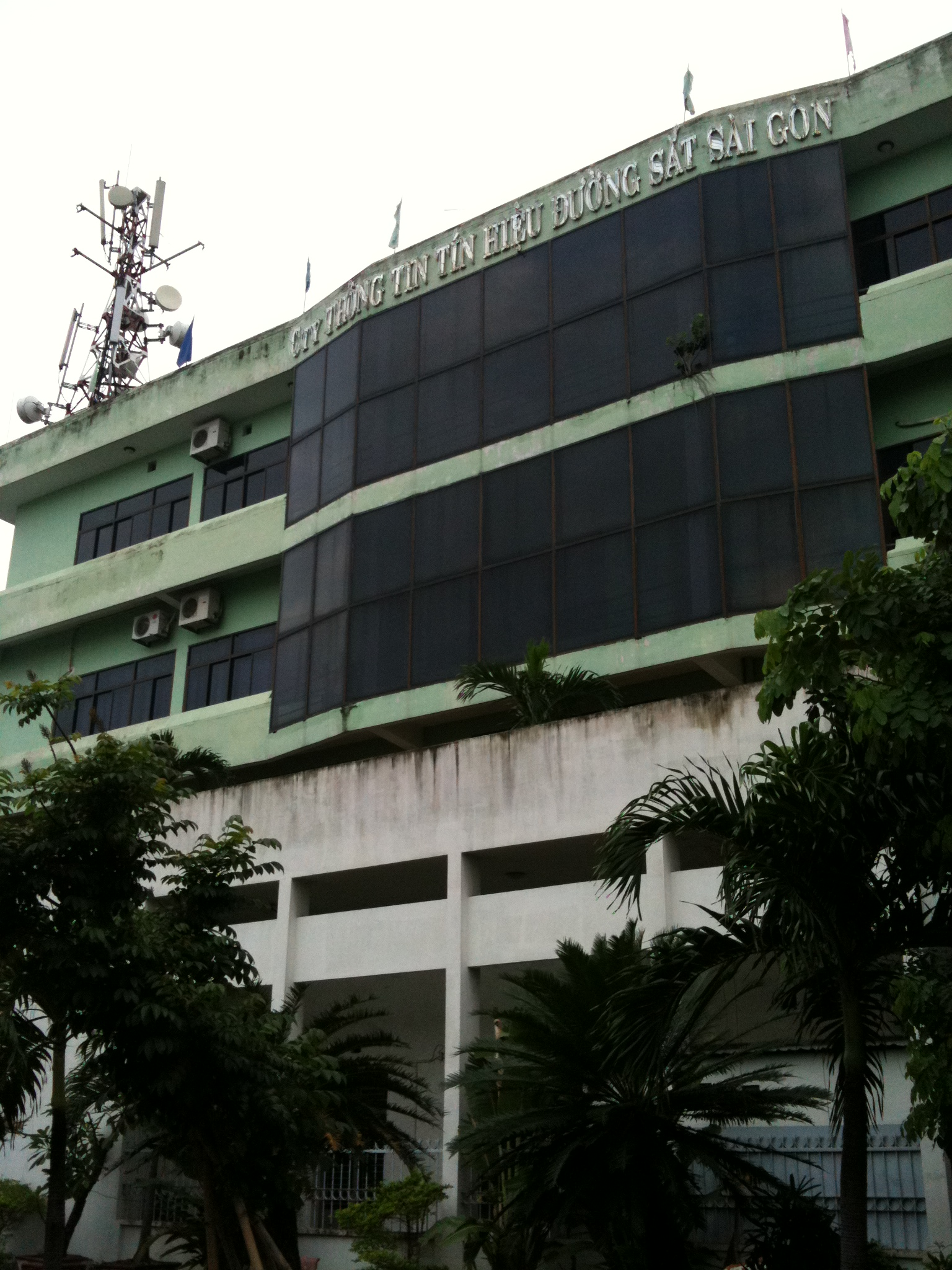
Công ty Thông tin tín hiệu Đường sắt Sài Gòn

## Tham Khảo
1. https://gasaigon.vn/tin-tuc/tong-dai-ban-ve-tau-ga-sai-gon.html
2. https://nhactrinh.vn/ky-uc-ve-ga-xe-lua-sai-gon-ngay-xua-o-truoc-cho-ben-thanh/